# 六所神社 (世田谷区給田)
六所神社（ろくしょじんじゃ）は、東京都世田谷区の神社。

## 歴史
天文年間（1532年 - 1554年）に創建された。武蔵国府中の武蔵総社六所宮（現大國魂神社）の分霊を勧請して創建したのが起源である。
元々は「大國魂神社」と呼ばれていたが、府中の本宮が「六所宮」に改称したのを機に「六所神社」に改称した。
1909年（明治42年）に近くの神明社を合祀している。

## 交通アクセス
- 仙川駅より徒歩9分。